# Henry Bessemer
Sir Henry Bessemer (ur. 19 stycznia 1813 w Charlton w Hertfordshire, zm. 15 marca 1898 w Londynie) – brytyjski inżynier i wynalazca. Twórca pierwszej przemysłowej metody otrzymywania stali (1856 r.) za pomocą tzw. procesu konwertorowego. Tytuł szlachecki otrzymał w 1879 r.

## Młodość
Ojciec Bessemera był inżynierem, zajmował się m.in. produkcją i projektowaniem czcionek drukarskich. Młody Bessemer od młodości wykazywał zmysł techniczny i wynalazczy. Jego pierwszym wynalazkiem było stworzenie pieczęci z ruchomym datownikiem. Później zajął się produkcją „złotego” barwnika z mosiądzu, używanego w farbach. Dzięki dużemu zapotrzebowaniu na tego typu surowiec Bessemer wkrótce doszedł do znacznej fortuny.
W międzyczasie zajmował się także innymi sprawami, m.in. maszyną do wytwarzania cukru z trzciny cukrowej. Wkrótce jednak skupił się na metalurgii. W połowie XIX wieku podstawowymi materiałami żelaznymi były: żeliwo otrzymywane poprzez wytapianie za pomocą koksu w wielkich piecach i kute żelazo wyrabiane w prymitywnych piecach za pomocą tzw. „pudlowania” (proces pudlarski), pracochłonnego procesu polegającego na roztapianiu żelaza w celu pozbycia się zanieczyszczeń węglowych, a następnie ręcznym usuwaniu żużlu poprzez jego wygrabywanie. Żeliwo nadawało się głównie do wykonywania konstrukcji nienarażonych na duże naprężenia czy rozciąganie (takich jak np. kolumny czy elementy mostów), ale już np. do budowania torów kolejowych czy dźwigarów mostów odpowiednie było tylko kute żelazo. Za pomocą pudlowania można było otrzymywać materiał pozbawiony węgla, ale kruchy i zanieczyszczony żużlem i mający kształt dużych brył. Ponadto otrzymywany w ten sposób surowiec mógł być później obrabiany tylko w pracochłonnym procesie wykuwania za pomocą młotów parowych, które nadawały mu dopiero użyteczny kształt i długość. Materiał znany wówczas pod nazwą stali otrzymywano poprzez dodawanie węgla do kutego żelaza, proces ten był jednak długotrwały, a otrzymywany produkt finalny stosunkowo twardy, tak że używano go głównie do wyrobu narzędzi tnących.

## Proces Bessemera
W czasie wojny krymskiej Bessemer wynalazł cylindryczny pocisk artyleryjski, który był wprawiany w ruch obrotowy przy pomocy energii gazów prochowych, dzięki czemu był on dużo celniejszy niż pociski w kształcie kuli. Francuska armia, z którą Bessemer negocjował potencjalne udostępnienie konstrukcji, twierdziła jednak, że jej żeliwne armaty są za słabe na miotanie tego typu pocisków. Dlatego też Bessemer zaczął próby z opracowaniem wytrzymalszego żeliwa. W czasie swoich eksperymentów doszedł do wniosku, że nadmiar tlenu doprowadza do usunięcia węgla z surówki, która wcześniej została ogrzana – tak jak to dzieje się w procesie pudlowania. Bessemer stwierdził ponadto, że wdmuchiwanie powietrza w roztopione żeliwo nie tylko je oczyszcza, ale także doprowadza je do wyższej temperatury, dzięki czemu może być ono „rozlewane” do odpowiednich form. Ten dodatkowy efekt polegający na rozgrzaniu żelaza jest wynikiem reakcji tlenu z węglem i krzemem w nim zawartym. Dzięki tej nowej technice nazwanej później procesem Bessemera możliwe stało się otrzymywanie dużych ilości w stosunkowo krótkim czasie kutego żelaza pozbawionego zanieczyszczeń i dającego się w łatwy sposób formować. Cały proces odbywał się w specjalnym pochylonym konwertorze, do którego można było wlewać surówkę przed wdmuchaniem powietrza od spodu. Ponadto dzięki wykorzystaniu specjalnego stopu manganu z żelazem (wynalezionego przez Roberta Forestera Musheta) Bessemer mógł usuwać nadmiar tlenu z odwęglonego żelaza.

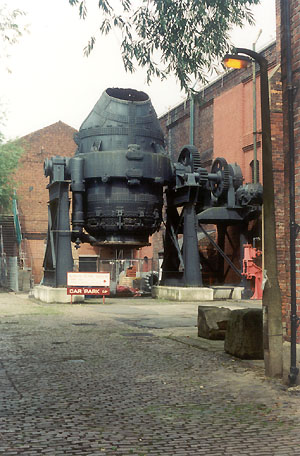
Konwerter Bessemera

Ogłoszenie technologii przez Bessemera nastąpiło w 1856 r. w Cheltenham (Gloucestershire), spotkała się ona z dużym zainteresowaniem przemysłu, który chętnie wykupował licencje na wdrożenie procesu konwertorowego. Jednak wynalazek Bessemera miał poważną wadę, mianowicie żelazo otrzymywane jego metodą zawierało duże ilości siarki i fosforu, metodę ich usuwania opatentował dopiero w 1877 r. Sidney Gilchrist Thomas, tak że możliwe stało się używanie rudy żelaznej z zawartością fosforu (takie złoża rudy węglowej występowały w większości w Europie kontynentalnej). Natomiast sam Bessemer podczas swoich doświadczeń nieświadomie używał rudy pozbawionej fosforu, takiego surowca natomiast nie mieli hutnicy, którzy zakupili u niego licencje. Ich ruda świetnie nadawała się do procesu pudlowania, w którym to procesie fosfor jest usuwany ze względu na niewysoką temperaturę natomiast do technologii Bessemera ruda taka była nieprzydatna. Dlatego też został zmuszony do odkupienia swoich licencji. Wtedy też zdecydował się na wejście na rynek stali na własna rękę co umożliwiło mu zdobycie zaopatrzenia w rudę bezfosoforową z północno-zachodniej Anglii. Po tym jak problem z fosforem został rozwiązany mógł z powrotem przystąpić do sprzedaży swojej licencji, z której osiągał duże zyski. Nowy produkt Bessemera nazywany „miękką stalą” w odróżnieniu od „twardej stali” znalazł szerokie zastosowanie w przemyśle i w budownictwie. Natomiast opracowanie procesu wytopu stali w piecach martenowskich (tzw. piece Siemensa-Martina) doprowadziło do zdystansowania technologii Bessemera i jej późniejszego wyparcia.
Bessemer kontynuował prace wynalazcze aż do późnej starości (m.in. tzw. piec solarny i maszyna do polerowania diamentów). Poza otrzymaniem szlachectwa otrzymał jeszcze wiele innych nagród i wyróżnień, takich jak m.in. członkostwo Towarzystwa Królewskiego.